# Regiment Konny Buławy Polnej Koronnej

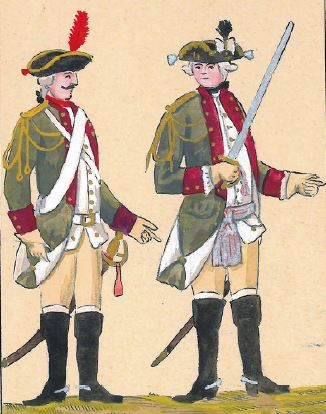
Żołnierze regimentu BPK w 1777

Regiment Konny Buławy Polnej Koronnej – oddział jazdy armii koronnej wojska I Rzeczypospolitej.

## Formowanie i zmiany organizacyjne
Sformowany z regimentu dragonii hetmana polnego koronnego Stanisława Mateusza Rzewuskiego w 1717 roku uchwałą sejmu niemego jako regiment dragonii. Regiment otrzymał etat liczący 500 „porcji”, co stanowiło  343 osoby. Początkowo dragonia była rodzajem piechoty, której środkiem transportu były konie. W  drugiej połowie XVIII w była już traktowana jako kawaleria.
W 1770 roku liczył 2 oficerów, 3 podoficerów, 1 felczerów, 1 doboszy i 33 gemajnów. Etat regimentu, zreformowany został w 1776 roku i początkowo ustalony na 186 osób. W 1777 pułk składał się ze sztabu, lejbkompanii, kompanii: płk Podhorodeńskiego, ppłk Jeżewskiego, kpt. Bałły, kpt. Kobyłeckiego i kpt. Zagórskiego.
W 1778 według etatu regiment liczył 257 żołnierzy, a faktycznie posiadał 242.
Na mocy uchwały sejmowej z 9 lutego 1789 roku przekształcającego regimenty dragońskie w pułki przedniej straży, hetman wielki koronny wraz z Komisją Wojskową Obojga Narodów 12 lutego 1789 roku  wydali rozkaz nakazujący szefowi pułku reorganizację dragonii i powiększenie chorągwi przedniej straży do 135 osób. W myśl tego rozkazu na bazie regimentu konnego Buławy Polnej Koronnej sformowany został  pułk 3 przedniej straży Buławy Polnej Koronnej.

## Stanowiska
Regiment stacjonował w następujących miejscowościach:
- Podhorce, Strzelno (1775)
- Tetyów (1779)

## Żołnierze regimentu
Szefowie regimentu
Szefem regimentu zgodnie z tradycją był każdorazowy hetman polny koronny (stąd nazwa regimentu). Wyjątek stanowi okres maj-sierpień 1792 roku, kiedy na skutek zniesienia buławy polnej funkcję tę pełnił gen. Józef Zajączek.
- Stanisław Mateusz Rzewuski (30 kwietnia 1706)[b]
- Stanisław Chomętowski (11 października 1726; zm. 2 września 1728),
- Jan Klemens Branicki (1735-1752),
- Wacław Rzewuski (1752-1773),
- Franciszek Ksawery Branicki (1773-1774),
- Seweryn Rzewuski (1775-1793).

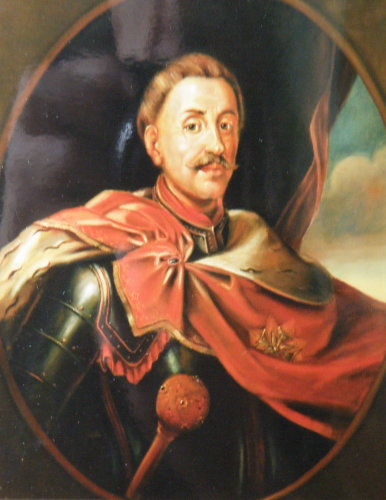
Stanisław Rzewuski
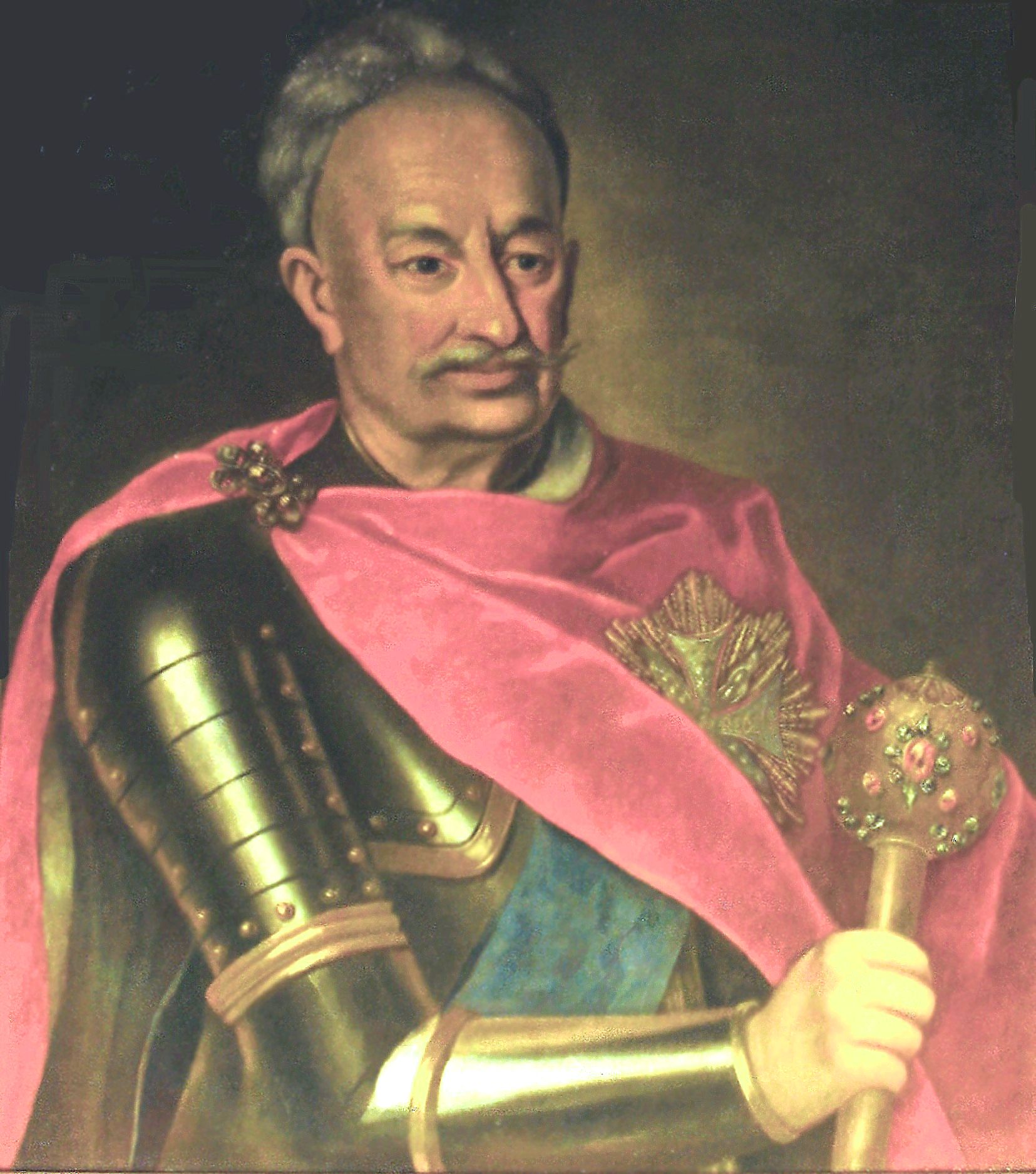
St. Chomętowski
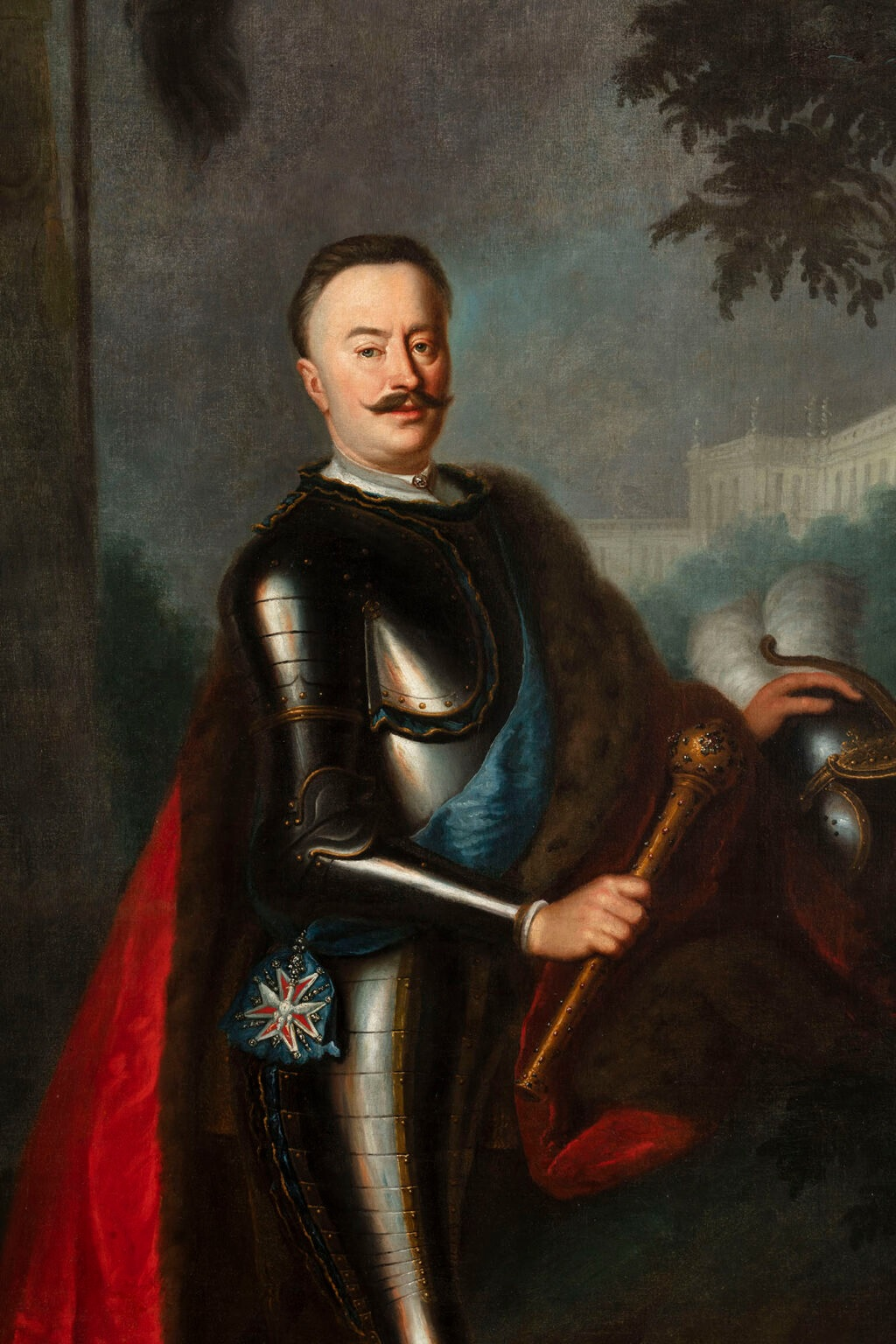
Jan Branicki
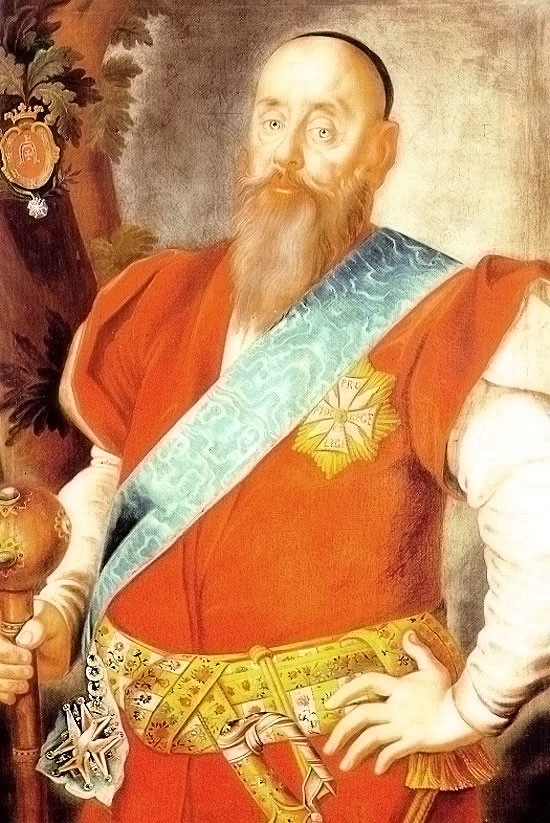
Wacław Rzewuski
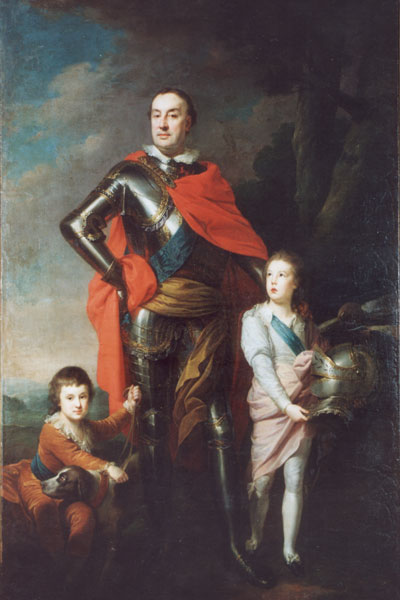
Franciszek Branicki
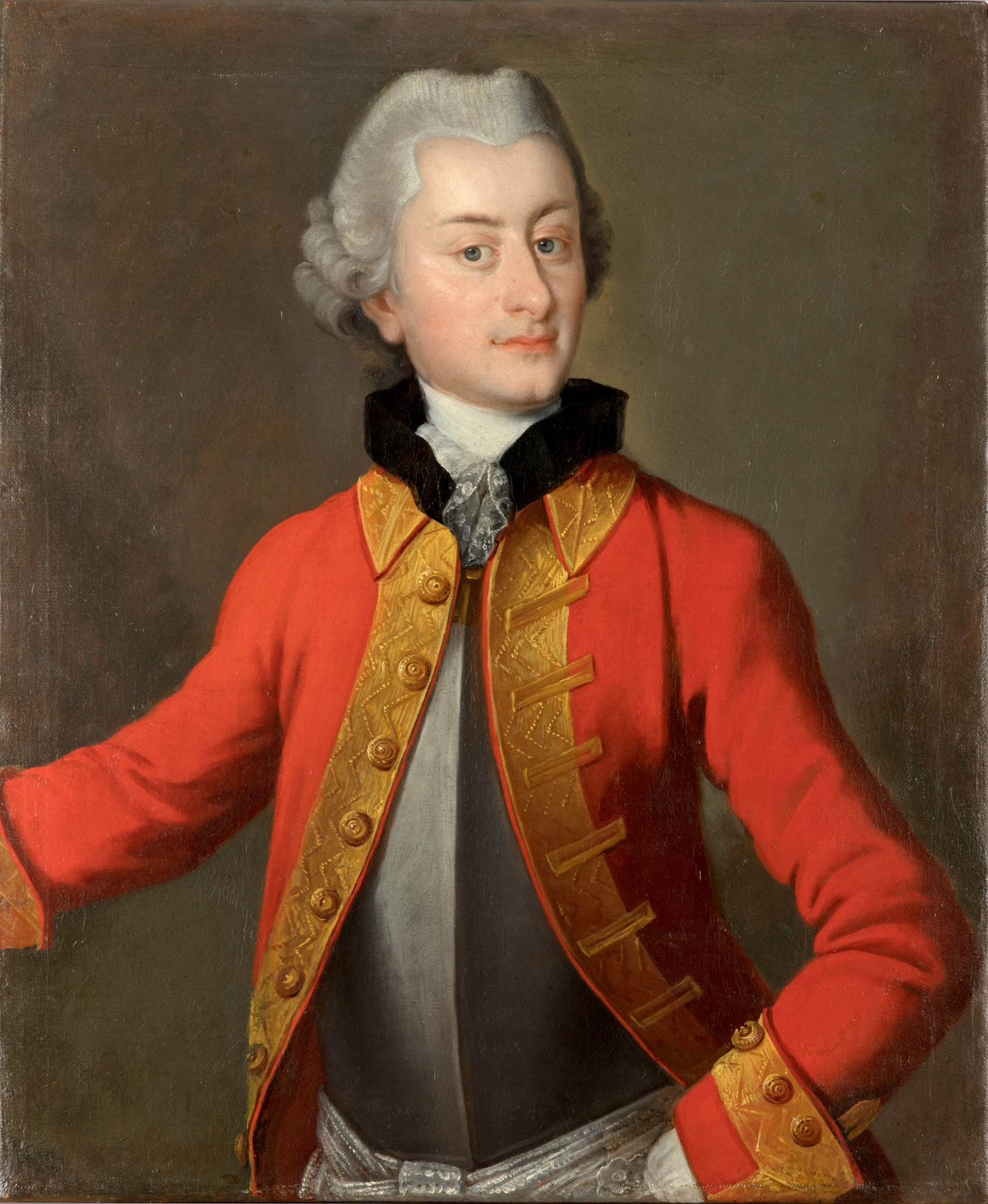
Seweryn Rzewuski

Pułkownicy:
- gen. mjr Roch Wieniawski (10 marca 1752) (1762)
- Józef Podhorodeński (21 marca 1775) (1789)

## Hierarchia regimentu
- regiment dragonii hetmana polnego koronnego Stanisława Mateusza Rzewuskiego (-1717) → regiment dragonii Buławy Polnej Koronnej (1717-1789) →  pułk 3 przedniej straży Buławy Polnej Koronnej (1789-1794) ↘  rozformowany po powstaniu kościuszkowskim